# 貝瑞·W·希格曼
貝瑞·威廉·希格曼（英語：Barry William Higman，1943年9月30日—）是一名澳大利亞歷史學家，1971年至1996年主要在西印度群島大學任教。在其職業生涯中，希格曼撰寫了多部著作，包括1977年獲得班克洛夫特獎的作品《1807年至1834年牙買加的奴隸人口與經濟》（Slave Population and Economy in Jamaica, 1807-1834），之後於2014年從學術界退休。希格曼曾於1987年獲得古根海姆獎，1992年獲得馬斯格雷夫獎章。

## 早年生活和教育
1943年9月30日，希格曼出生於澳大利亞沃加沃加。在高等教育方面，他於1967年畢業於雪梨大學，獲得文學學士學位，之後於1967年和1971年分別在西印度群島大學和利物浦大學獲得哲學博士學位。

## 職業生涯
希格曼的學術生涯始於1971年，當時他在西印度群島大學擔任講師。1970年代末，他休假到普林斯頓大學歷史系擔任研究員。在其學術生涯中，希格曼撰寫了多部關於加勒比海歷史的著作，其中包括《1807年至1834年牙買加的奴隸人口與經濟》，該書獲得1977年的班克洛夫特獎。1970年代末，希格曼恢復在西印度群島大學的教學工作，並於1983年成為該校的歷史教授。在從事歷史工作期間，希格曼在1980年代中期和1990年代早期擔任了三年的歷史系主任。1996年，希格曼離開西印度群島大學，成為澳洲國立大學的教師，2014年退休

## 榮譽
1987年，希格曼獲得古根海姆獎，用於伊比利亞和拉丁美洲歷史研究。在美國以外，希格曼於1988年成為英國皇家歷史學會會士，並於1992年獲得馬斯格雷夫獎章。